# Levanić
Levanić hrid u Medulinskom otočju, koje se nalazi u Medulinskom zaljevu, na jugu Istre. Nalazi se oko 550 metara južno od otočića Levana i 1.1 km južno od istarskog kopna, kod uvale Žive vode. Pripada općini Ližnjan.
Površina hridi je 6172 m2, duljina obalne crte 319 m, a visina 3 metra.